# Kulbir Bhaura
Kulbir Singh Bhaura (Jalandhar, 15 oktober 1955) is een hockeyer uit het Verenigd Koninkrijk. Bhaura speelde 84 interlands voor het Engelse elftal en ook nog 61 interlands voor Britse hockeyelftal.
Bhaura emigreerde naar het Verenigd Koninkrijk in zijn jeugd. In 1982 nam Bhaura deel aan het wereldkampioenschap in zijn geboorteland, waarin hij met de Engelse ploeg als tiende eindigde. Bhaura behaalde tijdens de Olympische Spelen in Los Angeles de bronzen medaille. Bhaura verloor tijdens het Wereldkampioenschap in Londen de finale van Australië. Tijdens de Olympische Spelen van Seoel won Bhaura de gouden medaille.

## Erelijst
- 1981 - 6e Champions Trophy in Karachi
- 1982 - 9e Wereldkampioenschap in Bombay
- 1984 -  Olympische Spelen in Los Angeles
- 1984 -  Champions Trophy mannen in Karachi
- 1986 -  Wereldkampioenschap in Londen
- 1986 - 4e Champions Trophy in Karachi
- 1987 - 4e Champions Trophy in Amstelveen
- 1987 -  Europees kampioenschap in Moskou
- 1988 -  Olympische Spelen in Seoel